# Kandžasta spojka
Kandžasta spojka, pandžasta spojka ili čeljusna spojka spada u izvrstive spojke koje omogućuju razdvajanje spoja i tijekom pogona, kod kojih je za ukopčavanje ili iskopčavanje potreban kratkotrajni prekid pogona ili samo okretnoga momenta. Kandžasta spojka zbog jednostavnije izrade većinom izrađuje s neparnim brojem kandža (obično 3, ponekad 5). Za smanjenje trenja na bokovima kandža, kojim se ove spojke opiru toplinskom istezanju, one se povremeno podmazuju. Centriranje spojke postiže se posebnim prstenom.
Nedostatak je kandžastih spojka u tome što zahtijevaju vrlo točnu izradu i ugradnju (montažu), i što u protivnom najčešće prenose opterećenje samo jednom kandžom. One se mogu uključivati samo za vrijeme mirovanja ili pri malom broju okretaja da se kandže ne bi oštetile, a isključivati po potrebi i pri punoj kutnoj brzini. 
Kandžaste spojke izrađuju se dvodjelno ili trodjelno. Dvodjelne kandžaste spojke centriraju oba kraja vratila u glavini jedne polovine, a trodjelne u posebnom prstenu za centriranje. Ako su promjeri vratila nejednaki, treba deblji kraj smanjiti na promjer tanjeg kraja. Okretni moment se prenosi pomoću veze oblikom. 

## Spojka s gumenim kandžama
Spojka s gumenim kandžama ima vezne dijelove oblikovane kao gumene kandže, koje naizmjence ulaze u udubine polovine spojki, stvarajući tako vezu oblikom. Deformacija veznih dijelova je veoma velika (velika progresivnost). Zbog jednostavne konstrukcije (samo 3 različita dijela) i njene jednostavne ugradnje (montaže), ta je spojka pouzdan strojni dio. Izrađuje se za okretne momente do 400 Nm, te ima relativno veliku mogućnost uzdužnog istezanja (aksijalne dilatacije). 

## Rastavljiva kandžasta spojka
Rastavljiva kandžasta spojka slična je krutoj spojki, ali je, međutim, polovica uzdužno (aksijalno) pomična po vratilu. Umjesto kandži mogu biti i zubi raznog oblika. Mogu to biti trapezasti zubi za oba smjera vrtnje, pilasti zubi za jedan smjer vrtnje, zubi s nagibom za sprečavanje ukapčanja za vrijeme pogona, zubi koji se mogu ukapčati u svakom položaju.

## Mijenjanje stupnjeva prijenosa
Budući da su zupčanici u mjenjaču stalno u zahvatu, ne mogu svi biti čvrsto uklinjeni na svojim vratilima, jer bi u tom slučaju mjenjač bio blokiran. Zupčanici koji u određenom trenutku nisu potrebni uključenom stupnju prijenosa, moraju se stoga okretati u prazno, drugim riječima ne smiju biti čvrsto uklinjeni na vratilu. U većini mjenjača to se izvodi tako da se zupčanici jednog vratila čvrsto ukline na vratilu i uvijek se okreću zajedno s njim, dok se zupčanici drugog vratila okreću u prazno i vezuju se za vratilo tek kad se uključi određeni stupanj prijenosa. Tada par zupčanika prenosi snagu. Zupčanike s vratilom čvrsto povezuje zupčasta spojka koja je naglavljena na vratilo tako da se okreće skupa s njim, ali se po žljebovima može pomicati u aksijalnom (uzdužnom) smjeru vratila.
Na obodu spojke je žlijeb u koji zahvaća vilica za pomicanje. Kad vozač uključi određeni stupanj prijenosa, ručicom mjenjača pomakne polugu mjenjača, a vilica koja je na poluzi pomakne određenu zupčastu spojku k zupčaniku određenog stupnja prijenosa. Zupčasta spojka se čvrsto uklini sa zupčanikom i tako uspostavi čvrstu vezu zupčanika i vratila. Kandžasta spojka omogućava lako mijenjanje stupnjeva. Zupčaste spojke i zupčanici mjenjača imaju na bočnoj strani posebna, kandžasta ozubljenja koja međusobno naliježu. Kad se spojka pomakne k zupčaniku, ozubljenja na legnu jedno na drugo i spojka i zupčanik se zahvate.
Obično je zupčana spojka kandžasto ozubljena na obje strane da bi se po potrebi mogla čvrsto zahvatiti s lijevim ili desnim zupčanikom. U medupoložaju između zupčanika zupčasta spojka nije zahvaćena ni s jednim ni s drugim i tada se oba zupčanika mogu slobodno okretati na vratilu.
Mjenjači kod kojih je jedan od stupnjeva prijenosa (obično najviši) direktan, imaju zupčanu spojku i za uključivanje izravnog stupnja prijenosa, kada treba izravno povezati pogonsko i pogonjeno vratilo.

## Vanjske poveznice
|  | Zajednički poslužitelj ima još gradiva o temi Kandžasta spojka |